# Vang Vieng
Vang Vieng (lao: ວັງ ວຽງ) är en stad i provinsen Vientiane i norra Laos. Den ligger i ett karstlandskap vid floden Nam Song. 

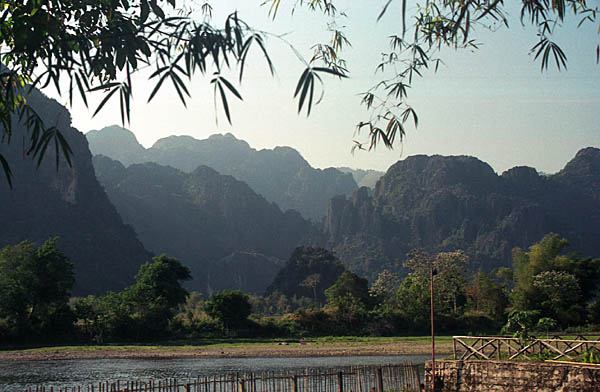
Landskap i Vang Vieng.

Vang Vieng grundades omkring 1353 som en skjutsstation mellan Luang Prabang och Vientiane. Den kallades ursprungligen  Mouang Song efter att den döda kroppen av kung Phra Nha Phao av Phai Naam hade setts flyta i floden. Under det franska kolonistyret på 1890-talet fick staden sitt nuvarande namn.
 Vang Vieng växte kraftigt under  Vietnamkriget när USA:s flygvapen anlade en flygbas och en landningsbana i området. 

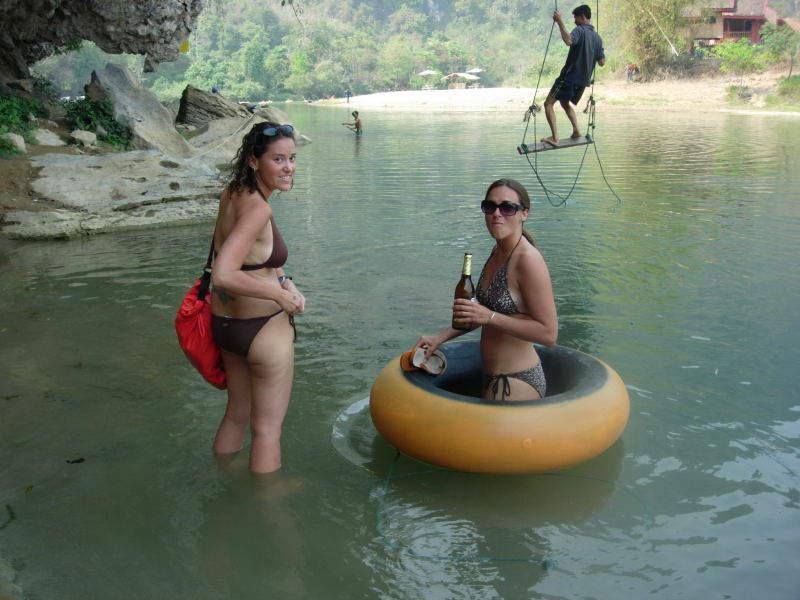
Badande i Vang Vieng

Staden har blivit ett populärt resmål för  ryggsäcksturister. och är känd för kajakpaddling, grottor och turkosa naturliga pooler. 

### Fotnoter
1. 1 2   ”History of Vang Vieng” (på engelska). Muonglao.com. http://www.muonglao.com/vangvieng.html. Läst 5 november 2020.
2. ↑  ”Vang Vieng tubing”. goseasia. 2011. Arkiverad från originalet den 25 april 2017. https://web.archive.org/web/20170425164558/http://goseasia.about.com/od/laos/a/tubing_vang_vieng_laos.htm. Läst 14 april 2011.